# The Kilfenora Céilí Band

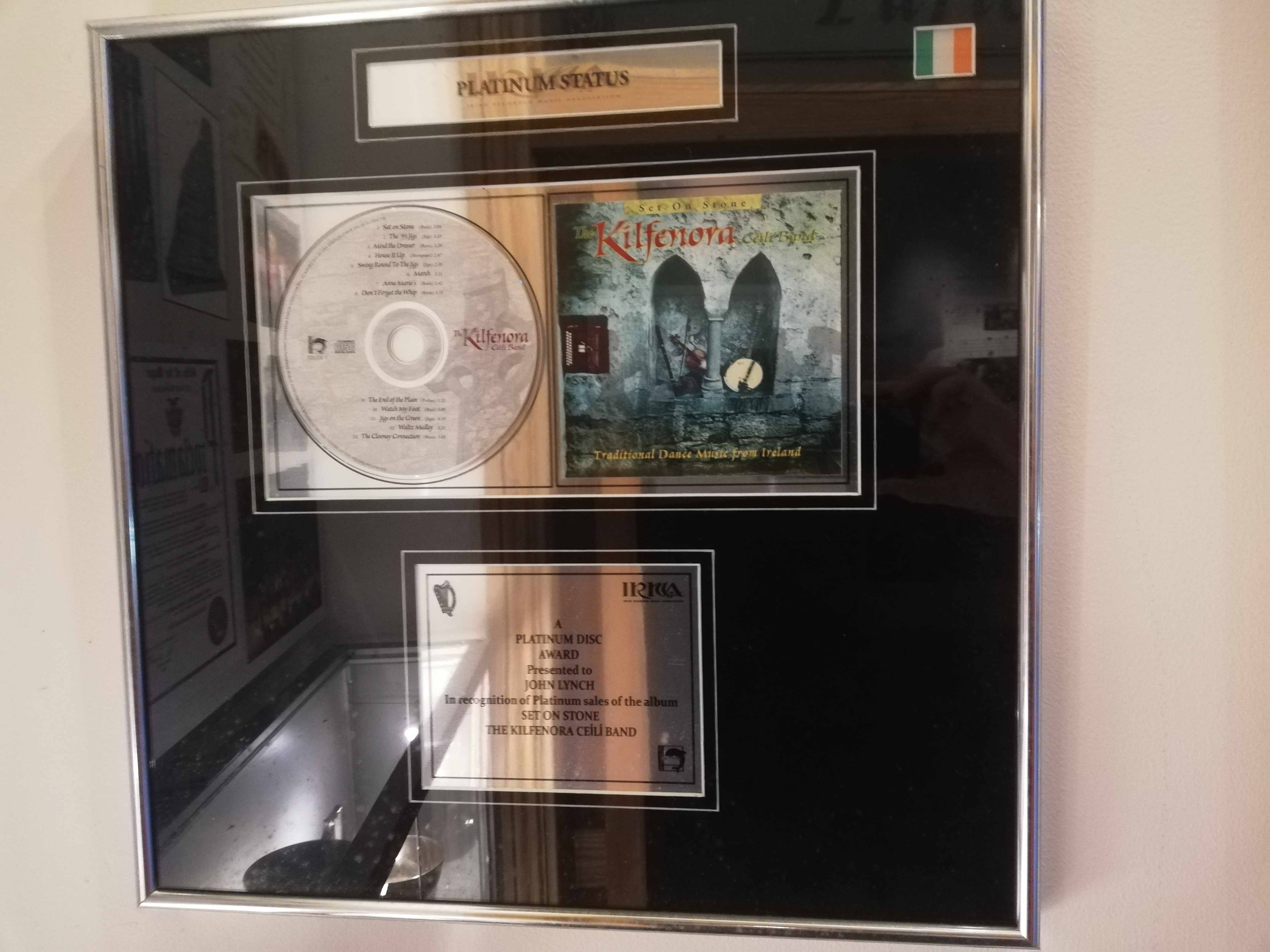

The Kilfenora Céilí Band est un groupe irlandais de musique traditionnelle à danser (ou Céilí), créé le 3 novembre 1910 à Kilfenora, un village du comté de Clare. Centenaire, il est le plus ancien groupe musical de ce type existant en Irlande.

## Histoire
The Kilfenora Céili Band participe aux championnats All-Ireland Fleadh Championship, initiant une rivalité avec le The Tulla Céilí Band, et remporte la compétition en 1954 et 1955. 
En 1956, The Tulla Céili Band bat son rival au festival de Munster, mais perd d'un demi-point au championnat national (98,5 points contre 99,0 sur un total de 100 possibles) face au groupe de Kilfenora.
Au total, The Kilfenora Céili Band a, à ce jour, remporté sept fois le championnat national (1954, 1955, 1956, 1961, 1993, 1994, 1995).

## L'effectif actuel
Membres permanents
- Anne Rynne, fiddle ;
- Pat Lynch, fiddle ;
- Annemarie McCormack, fiddle ;
- Anthony Quigney, Irish flute ;
- Garry Shannon, Irish flute ;
- Tim Collins, accordéon ;
- Claire Griffin, accordéon ;
- John Lynch, banjo et direction ;
- Sean Griffin, percussions ;
- Fintan McMahon, piano.

## Discographie
- The Kilfenora Ceili Band is Gay (1994) ;
- Set on Stone (1995) ;
- Live in Lisdoonvarna (2002) ;
- Century (2009).